# Hyperbel (Sprache)

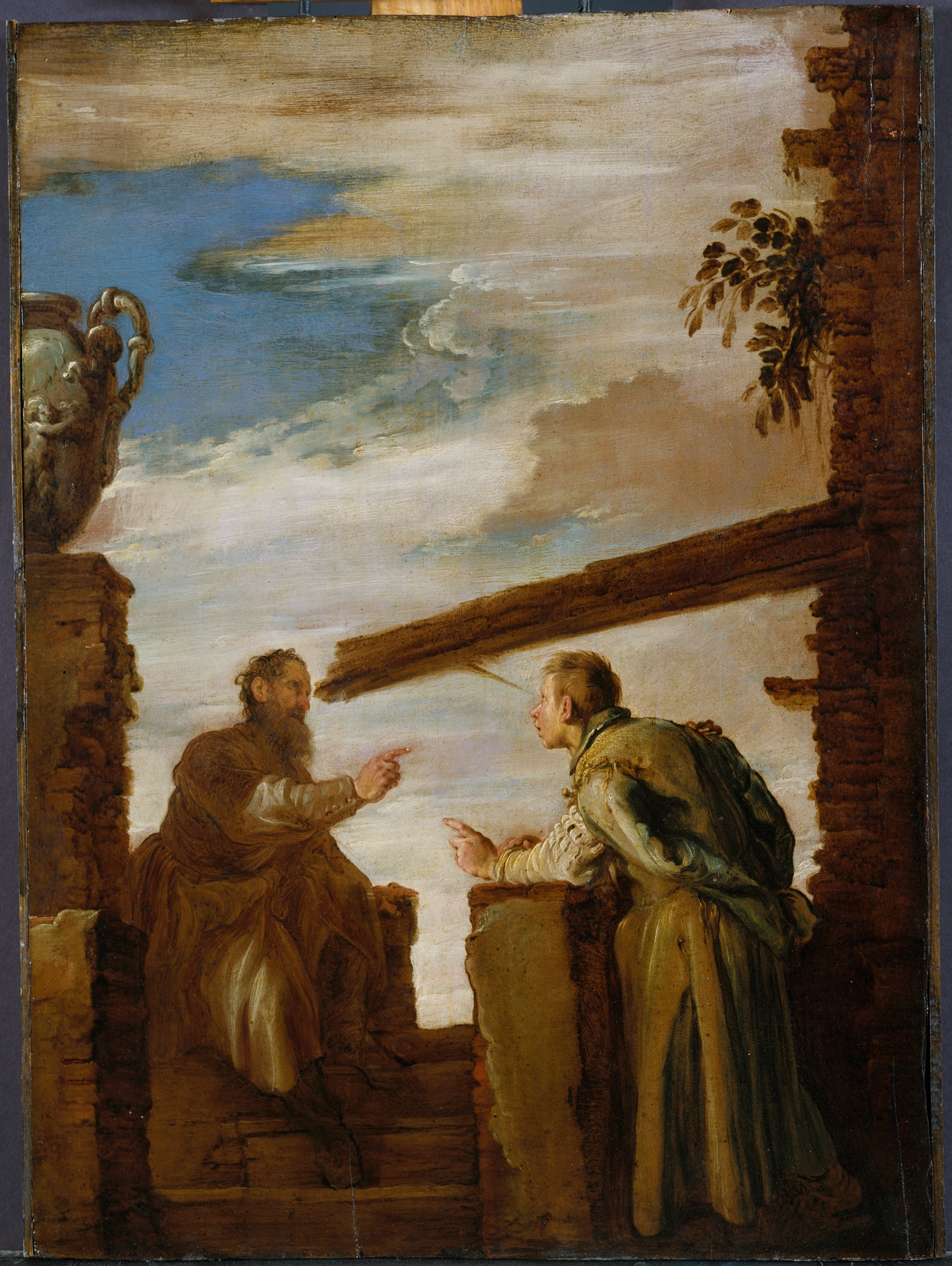
Domenico Fetti: Gleichnis vom Splitter und Balken, 1619

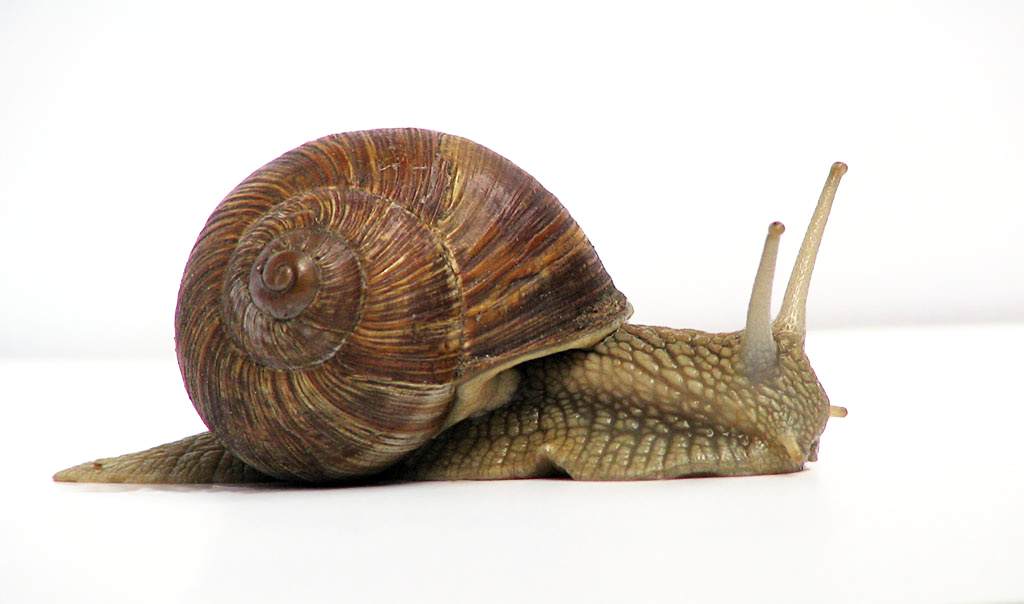
Das „Schneckentempo“ – eine Übertreibung in der Alltagssprache, die Beweglichkeit einiger Menschen betreffend

In der Sprachwissenschaft wird als Hyperbel das rhetorische Stilmittel der Übertreibung bezeichnet. Das zugehörige Adjektiv ist hyperbolisch. Der Gegensatz zur Hyperbel ist die Untertreibung. Hyperbel bedeutet altgriechisch ὑπερβολή hyperbolé, deutsch ‚Übertreffung, Übertreibung‘ von ὑπερβάλλειν hyperballein über das Ziel hinaus werfen".
In literarischen Schriften wird die Hyperbel häufig als extreme, im wörtlichen Sinne zumeist unglaubwürdige oder auch unmögliche Übertreibung für die Darstellung oder Hervorhebung des Außergewöhnlichen oder Außerordentlichen genutzt. Dabei werden oftmals Metaphern oder ausgeführte Vergleiche genutzt. In der Rhetorik wird die Hyperbel zu den Tropen gezählt.

## Beispiele
Zitate aus der Literatur
- „Ein Schneidergesell, ein niedlicher, kleiner junger Mensch, so dünn, dass die Sterne durchschimmern konnten“ (Heinrich Heine: Reisebilder – Die Harzreise)
- „Dort sitzt ein Hund, der hat ein Paar Augen, so groß wie Mühlräder.“ (Hans Christian Andersen: Das Feuerzeug)
- „Der Schuss, der um die ganze Welt gehört wurde“ (R.W. Emerson), bezieht sich auf den  Amerikanischen Unabhängigkeitskrieg

Beispiele aus der Bibel
- „Warum schaust du also auf den Splitter im Auge deines Bruders, beachtest aber nicht den Balken in deinem eigenen Auge?“ (Mt 7,3 EU), siehe Vom Splitter und vom Balken
- „Eher geht ein Kamel durch ein Nadelöhr, als dass ein Reicher in das Reich Gottes gelangt“ (Mk 10,25 EU), siehe Gleichnis vom Nadelöhr
- „Ihr verblendeten Führer, die ihr Mücken aussiebt, aber Kamele verschluckt!“ (Mt 23,24 EU)

Wörter und Redensarten
- todmüde
- blitzschnell
- Schneckentempo
- unendlich lang
- wie Sand am Meer
- ein Meer von Tränen
- "Ich habe dir das schon tausend Mal gesagt."